# Seenotrettungsstation Zingst
Die Seenotrettungsstation Zingst liegt auf der langgestreckten Halbinsel Zingst in Mecklenburg-Vorpommern, die das Revier in zwei Teile trennt. Das nördliche Revier ist die Ostsee zwischen Darßer Ort im Westen und der Südspitze von Hiddensee im Osten. Im Süden grenzt der Ort an die Darß-Zingster Boddenkette, die sich nach Osten mit dem Barther Bodden bis zum Hafen von Barhöft erstreckt. Barhöft war früher Rettungsstation der DGzRS und dient heute als Ausweichhafen für den Seenotkreuzer am Darßer Ort. Bei einem Seenotfall im Revier erfolgt im Regelfall die Alarmierung der Seenotretter durch die Zentrale der Deutschen Gesellschaft zur Rettung Schiffbrüchiger (DGzRS) in Bremen, wo die Seenotleitung Bremen (MRCC Bremen) ständig alle Alarmierungswege für die Seenotrettung überwacht.

## Aktuelle Rettungseinheit
Für Rettungseinsätze können die freiwilligen Seenotretter von Zingst auf das Seenotrettungsboot (SRB) ZANDER zurückgreifen, das im Rettungsschuppen im Ort auf einem zweiachsigen Trailer liegt. Mit einem Unimog U 2150 L als Zugfahrzeug wird das Gespann zum Einsatzort gebracht, wo es dann zu Wasser gelassen wird. Das Boddenboot der 7-Meter-Klasse von der Fassmer-Werft in Berne war für die speziellen Anforderungen der Ostseereviere in Mecklenburg-Vorpommern geschaffen worden, die einen langen Strandabschnitt ohne Hafeninfrastruktur sichern sollen. Wie in der Anfangszeit der Seenotrettung mit den Ruderrettungsbooten können mit derartigen Strandrettungsbooten auch die typischen Bodden hinter den Landzungen mit abgesichert werden. Neben Zingst wurden 1993 auch die Stationen in Kühlungsborn, Wustrow und Zinnowitz mit einem solchen Boot ausgerüstet. Die 7-Meter-Boote haben einen geringen Tiefgang von nur 50 Zentimeter und den erstmals bei der DGzRS verbauten Jetantrieb, der über den 295-PS-Motor dem Boot eine Geschwindigkeit von 24 Knoten verleiht.
Die Rettungseinsätze gelten in der überwiegenden Zahl Sport- und Segelbooten, die bei plötzlich aufkommendem Schlechtwetter durch starke Böen kentern. Auch aufkommender Seenebel, der die Orientierung behindert oder technische Störungen wie Motorausfall oder Ruderschaden lösen Einsätze aus. Daneben muss bisweilen auch den Ausflugsschiffen geholfen werden, wenn diese in den engen und flachen Boddengewässern in Schwierigkeiten geraten.

## Zusammenarbeit
Bei umfangreichen Such- und Rettungseinsätzen im Revier erfolgt gegenseitige Hilfe und Unterstützung durch die Nachbarstationen:
- Kreuzer der Seenotrettungsstation Darßer Ort
- Boot der Seenotrettungsstation Prerow/Wieck
- Boot der Seenotrettungsstation Vitte/Hiddensee

Der See- und Strandbereich der Nachbarstation in Prerow wird von den Zingster Rettern mit abgedeckt, da die dortige Station nur ein Boot im Bodstedter Bodden vorhält. Dafür besitzen die Prerower Retter ein SAR-Fahrzeug, um vom Strand aus die Suche nach Vermissten und Havaristen zu unterstützen. Mit einem modernen, druckluftbetriebenen Leinenwurfgerät können Leinenverbindungen zu Schiffen hergestellt werden oder Personenrettungen in Strandnähe erfolgen.

## Geschichte
Die preußische Provinzregierung hatte in Zingst 1857 die erste Rettungsstation eingerichtet, die 1867 von der DGzRS  übernommen wurde. Die Gesellschaft stattete die Station regelmäßig mit neuen Ruderrettungsbooten aus. Nach Ende des Zweiten Weltkriegs übernahm der Seenotrettungsdienst der DDR die Station und beschaffte noch vor der Wende ein Festrumpfschlauchboot. Unter der Regie der DGzRS erhielt die Station das 7-Meter-Boddenboot Zander.
In unmittelbarer Nähe der Seebrücke von Zingst steht an der Strandstraße noch der 1873 gebaute alte Rettungsschuppen, in dem heute eine Sammlung historischer Rettungsgeräte aus der Stationsgeschichte gezeigt werden. Das neue Stationsgebäude mit der Kfz-Halle zur Unterbringung des Rettungsgespanns wurde 1999 am Müggenburger Weg errichtet.

## Fotogalerie

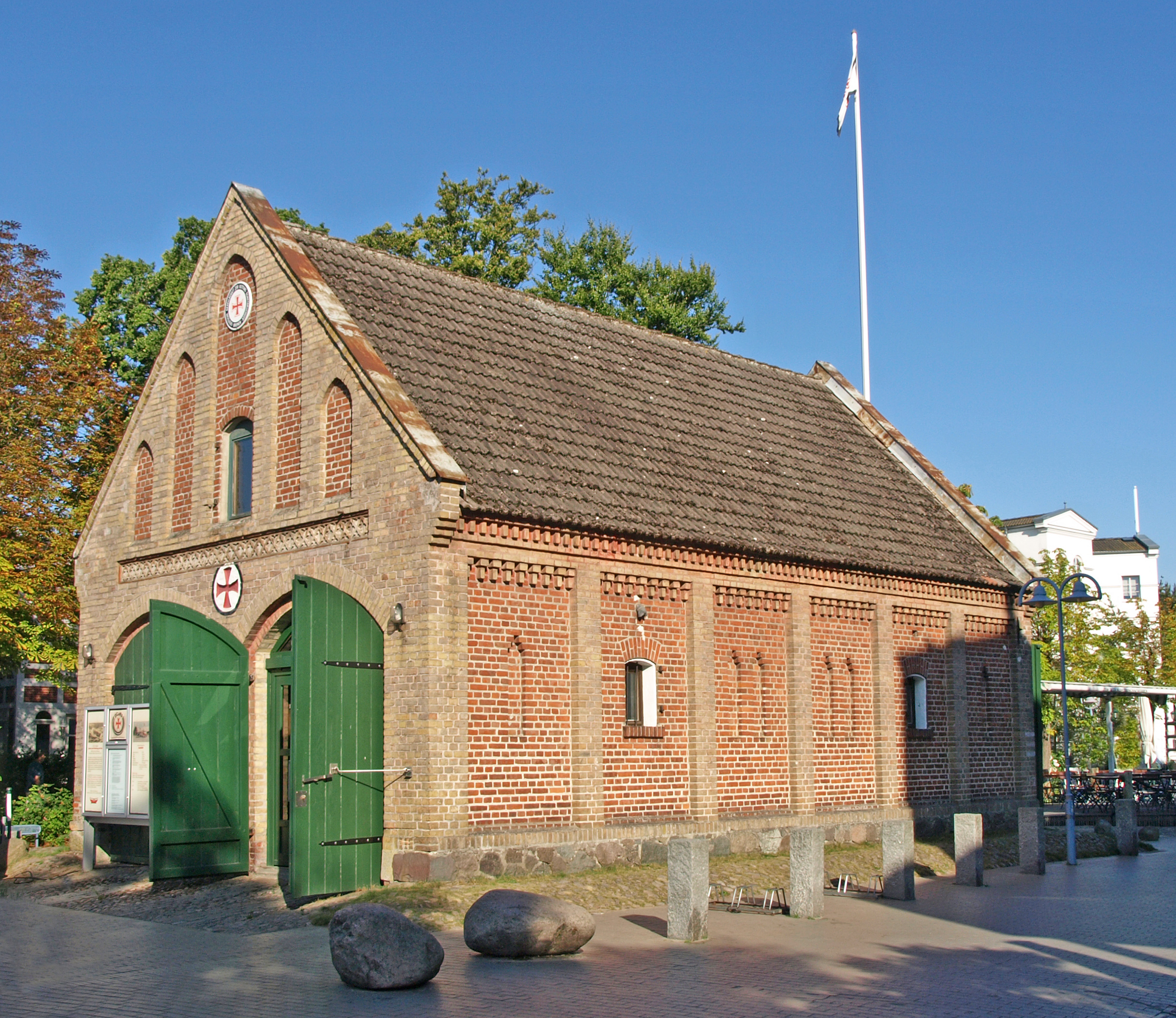
Der alte Rettungsschuppen von 1873
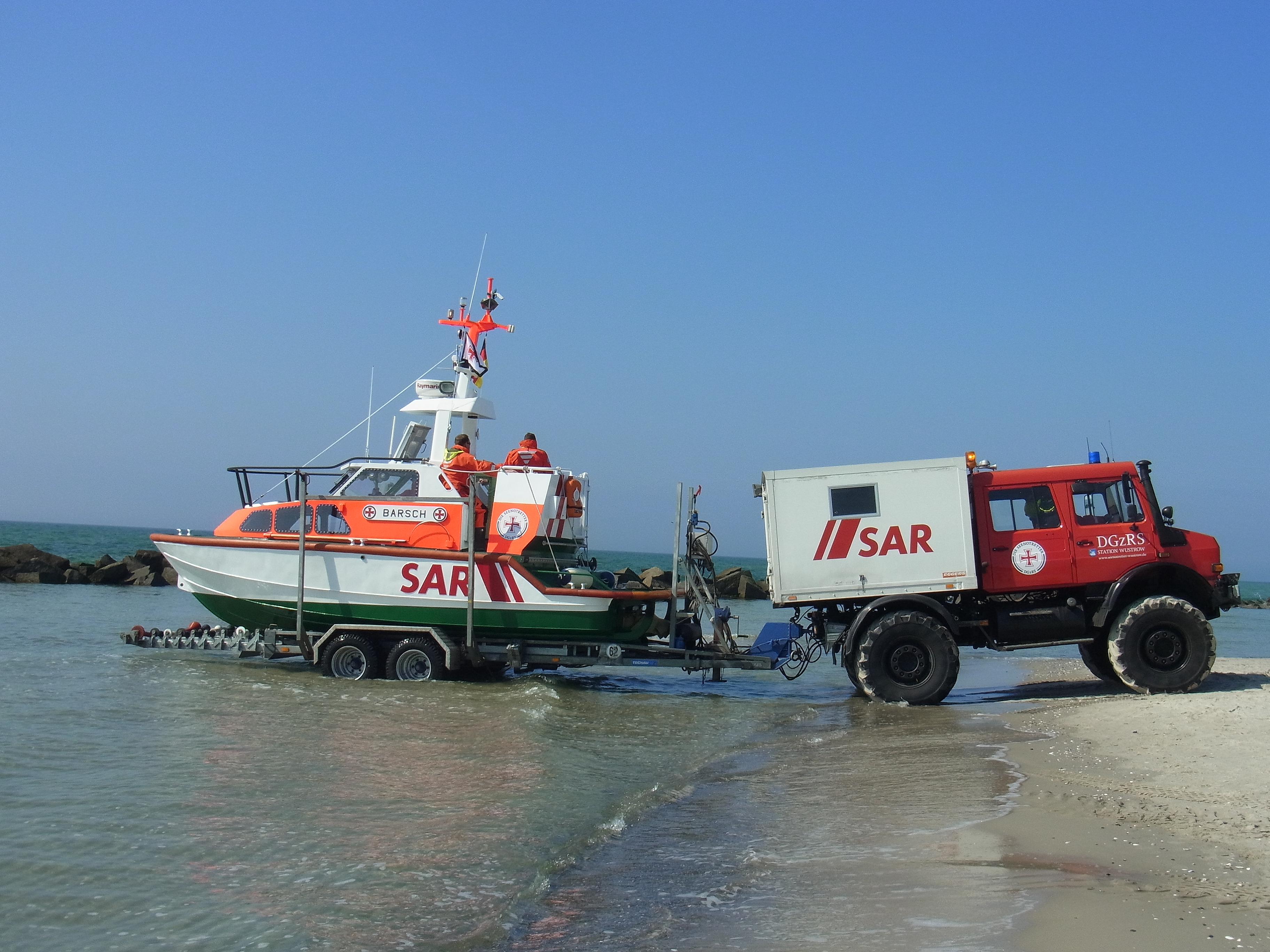
7-Meter SRB auf Trailer